# El Recreo, Pijijiapan
El Recreo är en ort i Mexiko.   Den ligger i kommunen Pijijiapan och delstaten Chiapas, i den sydöstra delen av landet, 700 km sydost om huvudstaden Mexico City. El Recreo ligger 112 meter över havet och antalet invånare är 153.
Terrängen runt El Recreo är varierad. Runt El Recreo är det ganska glesbefolkat, med 28 invånare per kvadratkilometer. Närmaste större samhälle är Pijijiapan, 13,1 km sydost om El Recreo. Omgivningarna runt El Recreo är en mosaik av jordbruksmark och naturlig växtlighet.